# Bükkszentmárton
Bükkszentmárton is een plaats (község) en gemeente in het Hongaarse comitaat Heves. Bükkszentmárton telt 374 inwoners (2002).